# Alessandro Pirzio Biroli
Alessandro Pirzio Biroli (Bolonya, 23 de juliol de 1877 – Roma, 20 de maig de 1962) va ser un tirador d'esgrima i general italià.
El 1908 va prendre part en els Jocs Olímpics de Londres, on guanyà la medalla de plata en la competició de sabre per equips del programa d'esgrima, formant equip amb Riccardo Nowak, Abelardo Olivier, Marcello Bertinetti i Sante Ceccherini. En les competicions de sabre i espasa individuals quedà eliminat en les rondes preliminars.
El 1918 Biroli fou ascendit a general del 8è Regiment de Bersaglieri. Entre 1921 i 1927 va dirigir una missió militar a l'Equador. Fou comandament general de la Monte Nero Division des de 1932 fins a 1933, i del V Cos de Trieste entre 1933 i 1935. Dirigí el Cos d'Eritrea durant la Segona Guerra Italo-Etíop, i com a conseqüència fou governador de la província Amhara a l'Àfrica Oriental Italiana entre 1936 i 1937.
Biroli fou proclamat General de la 9a Armada el 1941 i exercí com a Governador de Montenegro entre 1941 i 1943. Va ser nomenat per Mussolini amb plens poders civils i militars a Montenegro el 25 de juliol 1941 i com a governador l'octubre de 1941.
Fou el responsable d'aixafar la sublevació de Montenegro de 1941 i el responsable directe de nombroses execucions indiscriminades entre la població de Montenegro. Tot i estar situat en un lloc important en la llista de criminals de guerra de la Comissió de Crims de Guerra de les Nacions Unides mai va ser jutjat i va passar la vellesa a Roma.